# Mohan Patel
Mohan Magan Patel (* 11. November 1952 in Auckland) ist ein ehemaliger neuseeländischer Hockeyspieler.
Mit der Neuseeländischen Nationalmannschaft, zu der auch sein Bruder Ramesh gehörte, wurde er 1976 Olympiasieger. 1990 erfolgte seine Aufnahme in die New Zealand Sports Hall of Fame.
Bis zu seiner Pensionierung im Dezember 2016 war Patel stellvertretender Schulleiter am Mangere College.
Sein Neffe Paresh Patel war ebenfalls Hockeyspieler, der an den Olympischen Spielen 1992 teilnahm.